# 劉怡翔
劉怡翔，GBS，JP（1950年4月24日—），曾任香港特別行政區政府財經事務及庫務局局長。2020年10月獲頒金紫荊星章。

## 簡歷
劉怡翔籍貫江蘇，曾就讀九龍塘學校（幼稚園部；1955年）及九龍塘學校（小學部）（1961年）和聖芳濟書院，於加拿大滑鐵盧大學取得數學學士及數學碩士學位後，於1979年加入香港政府政務職系，官至首長級丙級政務官，1993年轉到香港金融管理局工作，先後擔任多個部門的主管和助理總裁。2004年，他轉到香港按揭證券有限公司出任總裁，至2012年退休。在任總裁期間，他自言最滿意是在港引入安老按揭計劃。
2013年11月，他獲委任為財經事務及庫務局副局長，接替請辭的梁鳳儀，在任期間作風低調，甚少會見傳媒或公開發言。
2017年6月，劉怡翔獲林鄭月娥委任為財經事務及庫務局局長，接替離職的陳家強。他於2017年7月1日任職，當時年屆67歲，是該屆主要官員中年紀最大。
2020年4月22日，中國國務院根據時任特首林鄭月娥的提名和建議，正式免去劉怡翔的財經事務及庫務局局長職務，由許正宇接替。

## 在任期間事件

### 漏報物業資料
2016年7月，《香港01》報道劉怡翔涉嫌於2010年在金管局旗下任職按揭證券公司總裁時，於公布收緊按揭成數9天前，偷步買兩層何文田值998萬元和618萬元的單位單位，造七成按揭，可節省繳付162萬元首期。6年兩物業升價逾六成，單位身價賬面已賺逾千萬元。在捲入換樓醜聞後，他接受外匯基金諮詢委員會轄下管治委員會的調查。在2016年7月尾，委員會發表調查報告，表明劉怡翔並不參與制訂金管局的收緊措施，買樓一事亦不涉及利益衝突。報告中指出，劉怡翔只是未具備相應敏感度，以應對潛在利益衝突指控。
劉怡翔在報告公開後，回應稱報告內容證明事件只牽涉申報程序上的問題，絕不涉及個人誠信問題。他對申報上疏忽漏報感到抱歉，希望隨着委員完成報告，事件告一段落。

### 新冠肺炎期間表現
新冠肺炎期間，民主黨立法會議員林卓廷曾要求政府就口罩等抗疫物品訂立儲備機制，但被劉怡翔拒絕。

## 個人生活
劉怡翔的妻子為婦女事務委員會前主席、拔萃女書院校長劉靳麗娟；女兒劉恩沛則為資深大律師，於大律師行Temple Chambers工作，曾在霸王集團控告《壹週刊》誹謗一案中，與資深大律師余若海代表被告《壹週刊》。
劉怡翔為攝影發燒友，特別鍾情到中國內地取景，並希望到北歐拍攝北極光。
他是基督新教徒，所屬教會是尖沙嘴潮人生命堂。

## 外部連結
- 財經事務及庫務局局長劉怡翔於香港政府一站通網頁的介紹（页面存档备份，存于）（繁體中文）

| 官衔            | 官衔                                              | 官衔            |
| --------------- | ------------------------------------------------- | --------------- |
| 前任者： 陳家強 | 財經事務及庫務局局長 2017年7月1日─2020年4月22日   | 繼任者： 許正宇 |
| 前任者： 梁鳳儀 | 財經事務及庫務局副局長 2014年1月1日─2017年6月30日 | 繼任者： 陳浩濂 |